# Uesugi Harunori
Uesugi Harunori est un nom japonais traditionnel ; le nom de famille (ou le nom d'école), Uesugi, précède donc le prénom (ou le nom d'artiste).
Uesugi Harunori (上杉 治憲, 9 septembre 1751-2 avril 1822) est un daimyo, 9e chef du domaine de Yonezawa (moderne Yonezawa et de la région d'Okitama), est un descendant de Fujiwara no Yoshikado.

## Biographie
Né à Edo, il est le deuxième fils d'un daimyo du clan Akizuki qui contrôle une partie de la province de Hyūga. Sa mère est une petite-fille du quatrième chef de Yonezawa. Ses noms d'enfance sont Matsusaburō (松三郎) et Naomatsu (直松). Il est adopté par Uesugi Shigesada, alors daimyo de Yonezawa, et lui succède en 1767. Après sa retraite, il adopte le gō, ou nom de plume, Yōzan (鷹山). Il est amené à 16 ans dans la région de Yonezawa en provenance d'un petit fief dans le sud de Kyshū, comme fils adoptif du clan Uesugi.
Aujourd'hui, il est surtout connu pour ses réformes financières et souvent cité comme un exemple de bonne gouvernance d'un domaine. Yonezawa est endetté depuis environ une centaine d'années quand Harunori reprend le domaine. Shigesada envisage même de retourner le han au shogunat comme dernier recours. Cependant, il est convaincu par son beau-père, le daimyo de la province d'Owari, de plutôt démissionner comme daimyo. C'est dans ces conditions que Harunori devient daimyo de Yonezawa. Il introduit de strictes mesures disciplinaires et ordonne l'exécution de plusieurs karō (conseillers) qui s'opposent à ses plans. En conséquence des diverses mesures qu'il prend, Yonezawa devient assez prospère et ne souffre pas beaucoup de la famine qui ravage le Japon au cours de l'ère Tenmei (1781-1789). Par exemple, les Uesugi choisissent de garder tous leurs serviteurs, mais abaissent tous les salaires à un sixième de leur ancien niveau. Yozan réduit également ses frais de subsistance, porte des vêtements de coton au lieu de soie et ses repas se composent d'un bol de soupe et d'un légume. Il réduit son allocation de subsistance de 1 500 ryō par an à 209 ryō et le nombre de servantes de 50 à 9. Il établit également des politiques encourageant de nouvelles industries comme le tissage, la poterie et la fabrication du papier et soutient les entreprises existantes telles que la paraffine, la soie grège et le lin. L'éducation est nécessaire pour créer les hommes brillants nécessaires à l'enrichissement du pays aussi rouvre-t-il l'école du clan précédemment fermée en raison de contraintes financières et invite des lettrés d'Edo afin d'enseigner dans le domaine. Il établit également une école de médecine pour enseigner les dernières connaissances médicales de Hollande. Un autre changement de politique assure suffisamment d'eau des montagnes pour les rizières en mobilisant serviteurs et samouraïs pour creuser des fossés d'irrigation et réparer les digues. La réforme administrative et la promotion du personnel fondée sur le mérite et non la classe, éliminent le gaspillage et simplifient les charges publiques. Lorsque Yozan arrive au pouvoir, la dette totale du fief atteint le niveau de 200 000 ryō. En 1823, la totalité du montant de la dette est remboursée. En 1830, moins d'une décennie après la mort de Harunori, Yonezawa est officiellement déclaré par le shogunat être un parangon de domaine bien gouverné.
Il révèle ses vues sur la gouvernance et le rôle d'un seigneur féodal dans une lettre à son fils Haruhiro :

« L'État (国家, kokka) est hérité de ses ancêtres et transmis à ses descendants, il ne doit pas être administré égoïstement.

Les gens appartiennent à l’État, ils ne doivent pas être administrés égoïstement.

Le seigneur existe pour le bien de l'État et du peuple : l'État et le peuple n'existent pas pour le bien du seigneur. »

Par ailleurs, ses vues sur l'autodiscipline sont bien connues dans la culture japonaise.

« Si vous y mettez votre esprit, vous pouvez le faire ;

Si vous ne le faites pas, vous ne le pouvez pas — cela est vrai de toutes choses.

Quand quelque chose ne peut pas être fait, vous êtes le seul à blâmer

Pour ne pas y mettre tout votre cœur. »

## Source de la traduction
- (en) Cet article est partiellement ou en totalité issu de l’article de Wikipédia en anglais intitulé « Uesugi Harunori » (voir la liste des auteurs).